# Инозин пранобекс
Инозин пранобекс (также известен как инозин ацедобен димепранол или метизопринол) — представляет собой вещество, полученное путем синтеза п-ацетамидобензоата N-N-диметиламино-2-пропанола с инозином в молярном соотношении 3:1, обладающее иммуномодулирующими и противовирусными свойствами.
Исследования показали, что препарат может влиять как на гуморальное, так и на клеточное звено иммунитета, не вызывая при этом гиперстимуляции иммунитета.
Усиливает синтез собственной РНК в клетках «хозяина» и подавляет синтез вирусной РНК, что способствует уменьшению клинических проявлений вирусных заболеваний, ускоряет реконвалесценцию, повышает резистентность организма, сокращает частоту возникновения вирусных инфекций, снижает длительность и тяжесть заболевания.

## Фармакологическое действие
Основным действующим веществом препарата является инозин, соль 4-ацетамидобензойной кислоты и N,N-деметиламино-2-пропанола способствует увеличению проницаемости мембран клеток для лучшего проникновения инозина.
Увеличивает общее количество T-лимфоцитов и выработку ими интерлейкина−2, нормальных клеток-киллеров и T-хелперов, улучшает соотношение хелпер/супрессор; стимулирует хемотаксическую и фагоцитарную активность моноцитов, макрофагов (синтез в них интерлейкина−1) и полиморфно-ядерных клеток; усиливает синтез РНК и рибосомального белка. Одновременно подавляет репликацию ДНК и РНК вирусов посредством связывания с рибосомами клетки и изменения их стереохимического строения.

## Исследования эффективности
Клиническая эффективность и безопасность инозина пранобекса (ИП) при различных вирусных инфекциях (ОРВИ, грипп, герпесвирусные заболевания, корь и т. д.) проверялась в исследованиях.
Проведённые исследования могут быть критически оценены с точки зрения доказательной медицины. Так, например, согласно статье Л. В. Осидак, Е. В. Образцовой, в исследовании не использовался двойной слепой метод. Согласно статье Красновой Е. И. и пр., на 20 детях «больных гриппом и ОРВИ» исследовалось воздействие Инозина Пранобекса, при этом, дословная цитата, «группу сравнения из 20 детей лечили римантадином». Согласно докладу федерального агентства министерства здравоохранения США от 2011 года, современные вирусы типа А устойчивы к действию препарата, а потому он больше не рекомендован для профилактики и лечения гриппа. Непонятно, использовался ли он в качестве плацебо? В любом случае читателю настоящей статьи рекомендуется самостоятельно оценить содержание приведённых в ссылках статей.
В данных Национального центра биотехнологической информации США содержится одно исследование эффективности Инозин пранобекса (под торговым названием изопринозин) против частых инфекций дыхательных путей у детей в возрасте от 4 до 8 лет, проведенное двойным слепым плацебо-контролируемым методом на базе St Anne Faculty Hospital, Brno.
Согласно проведенному исследованию, «несмотря на временное увеличение общего количества CD3+, CD4+ и CD8+ Т-лимфоцитов после 6 недель ежедневного лечения изопринозином, не было различий в количестве и продолжительности острых респираторных инфекций, количестве курсов антибиотиков и количестве дней с кашлем, фарингитом, ринитом и повышенной температурой тела (как более 37, так и более 38 градусов Цельсия)».
Также проводились исследования влияния инозина пранобекса на раковые заболевания. Ряд исследований на животных и лабораторных исследованиях, проведенных в основном в Европе, показали, что инозин пранобекс повышает активность Т-клеток-помощников и естественных клеток-киллеров.
Однако доказанная эффективность инозина пранобекса при лечении конкретных видов онкологических заболеваний отсутствует.
Препарат зарегистрирован и продаётся в более, чем 70 странах мира, таких как, Германия, Канада, Великобритания, Венгрия, Франция и др.
В 1982 году инозин пранобекс получил приз Галена («Le Prix Galien»), как наиболее значимая фармакотерапевтическая инновация французского рынка.
На сегодняшний день опубликовано более 570 исследований этого препарата на портале PubMed.